# Gifschandaal Lekkerkerk
In 1980 kwam in Nederland het gifschandaal in Lekkerkerk aan het licht. Een hele nieuwbouwwijk, Lekkerkerk West met 300 woningen, bleek gebouwd op sterk verontreinigde grond. De vervuiling kwam aan het licht nadat een waterleidingbuis brak die aangetast was door de inwerking van agressieve chemische stoffen. Het was de eerste grote bodemvervuilingsaffaire in Nederland.

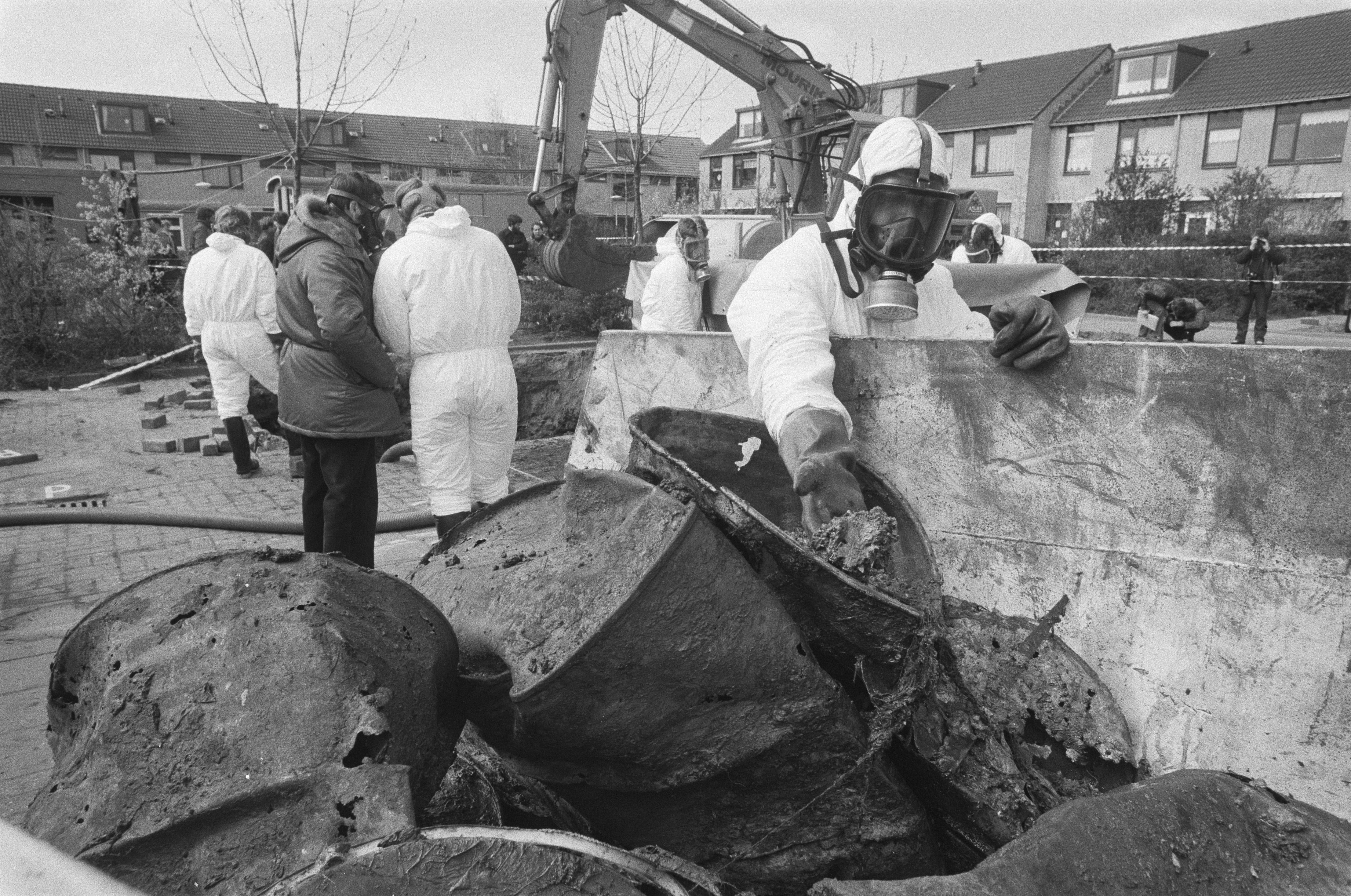
Opgegraven vaten met chemische stoffen.

## Sanering
De kosten voor het verwijderen van deze bodemverontreiniging bedroegen uiteindelijk 188 miljoen gulden (85,5 miljoen euro). De verontreiniging, die zich via het grondwater verspreidde, bestond onder andere uit tolueen en xyleen. Om dit te verwijderen moest de grond afgegraven worden rondom en onder de huizen. Er werden ongeveer 1600 vaten met chemisch afval uit de bodem verwijderd.
De bewoners werden begin juni 1980 gedurende de sanering geëvacueerd. Zij werden op een terrein elders in Lekkerkerk in noodwoningen en stacaravans ondergebracht. Al snel kreeg dit terrein de bijnaam camping "Benzenidorm", maar de bewoners waren ontevreden over de kleine noodwoningen en stacaravans en er waren problemen met gas en water.
De operatie werd door burgemeester Hans Ouwerkerk in goede banen geleid. Deze voormalige presentator van het televisieprogramma De Ombudsman zorgde er via veel media-aandacht voor dat de zaak ook vanuit de rijksoverheid en het parlement de nodige aandacht kreeg.

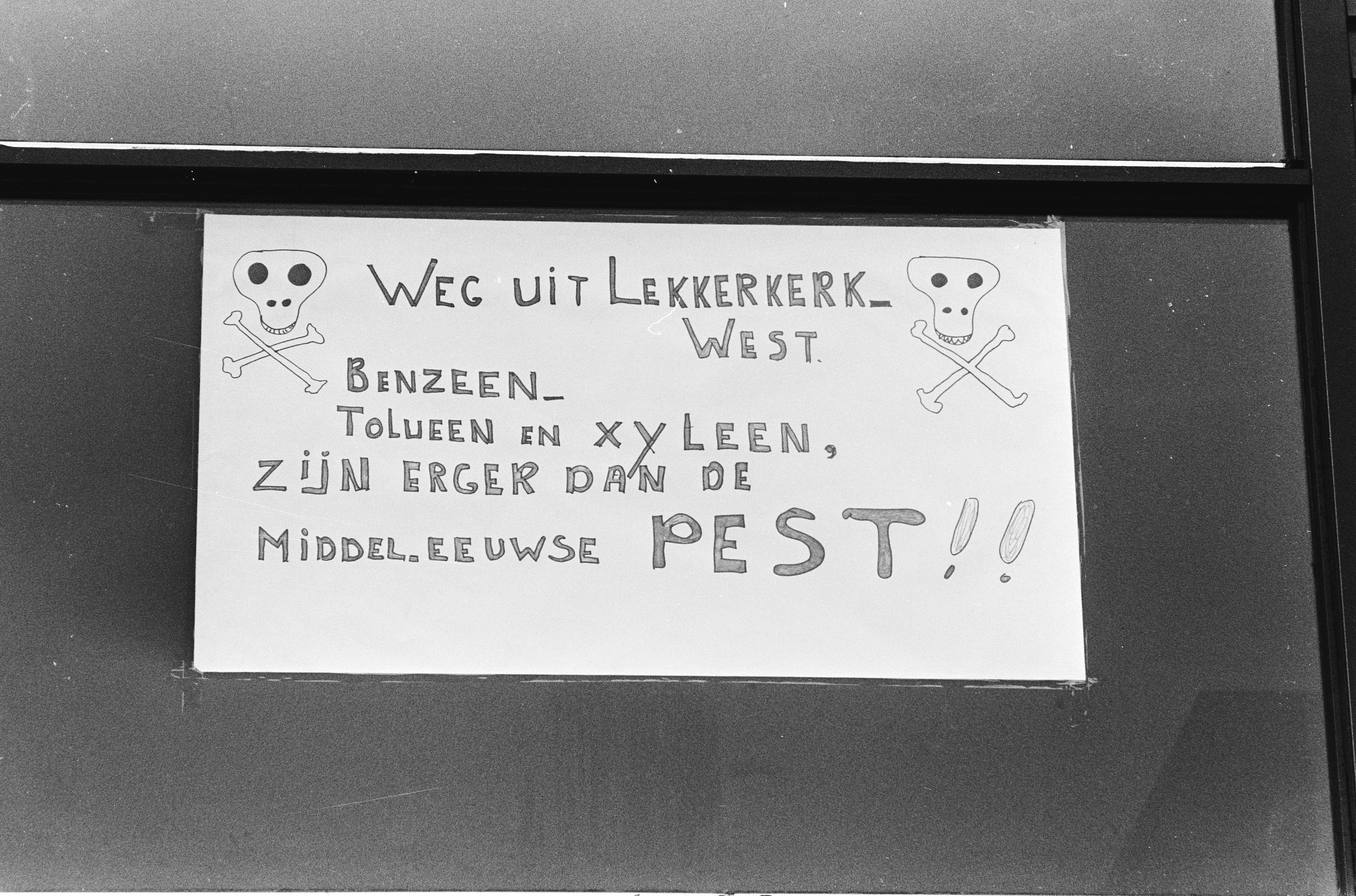
Bewonersprotest op een raam.

## Effecten
Het gifschandaal Lekkerkerk had grote effecten op de Nederlandse rechtspraak en de overheid. Twee bedrijven werden aangeklaagd, maar na het overeenkomen van een schikking niet veroordeeld. De opschudding na de vondst van het gif werd aangegrepen om een wet op de bodemsanering in te voeren. Deze wet regelt de bescherming van de bodem. Een belangrijkste basis daarvoor vormt de 'zorgplicht' zoals omschreven in artikel 13:
"Ieder die op of in de bodem handelingen verricht (...) en die weet of redelijkerwijs had kunnen vermoeden dat door die handelingen de bodem kan worden verontreinigd of aangetast, is verplicht alle maatregelen te nemen die redelijkerwijs van hem kunnen worden gevergd, teneinde die verontreiniging of aantasting te voorkomen, dan wel indien die verontreiniging of aantasting zich voordoet, de verontreiniging of de aantasting en de directe gevolgen daarvan te beperken en zo veel mogelijk ongedaan te maken. Indien de verontreiniging of aantasting het gevolg is van een ongewoon voorval, worden de maatregelen onverwijld genomen."
Voor deze gevallen hoeft geen saneringsonderzoek gedaan te worden of een saneringsplan geschreven te worden. Het volstaat het geval te melden bij het bevoegd gezag en een 'plan van aanpak' te overleggen.
Uit onderzoeken bleek destijds niet dat de vervuiling aantoonbare gezondheidsgevolgen had. Er is echter geen samenhangend onderzoek naar de gezondheid van de bewoners gedurende een lange termijn uitgevoerd.

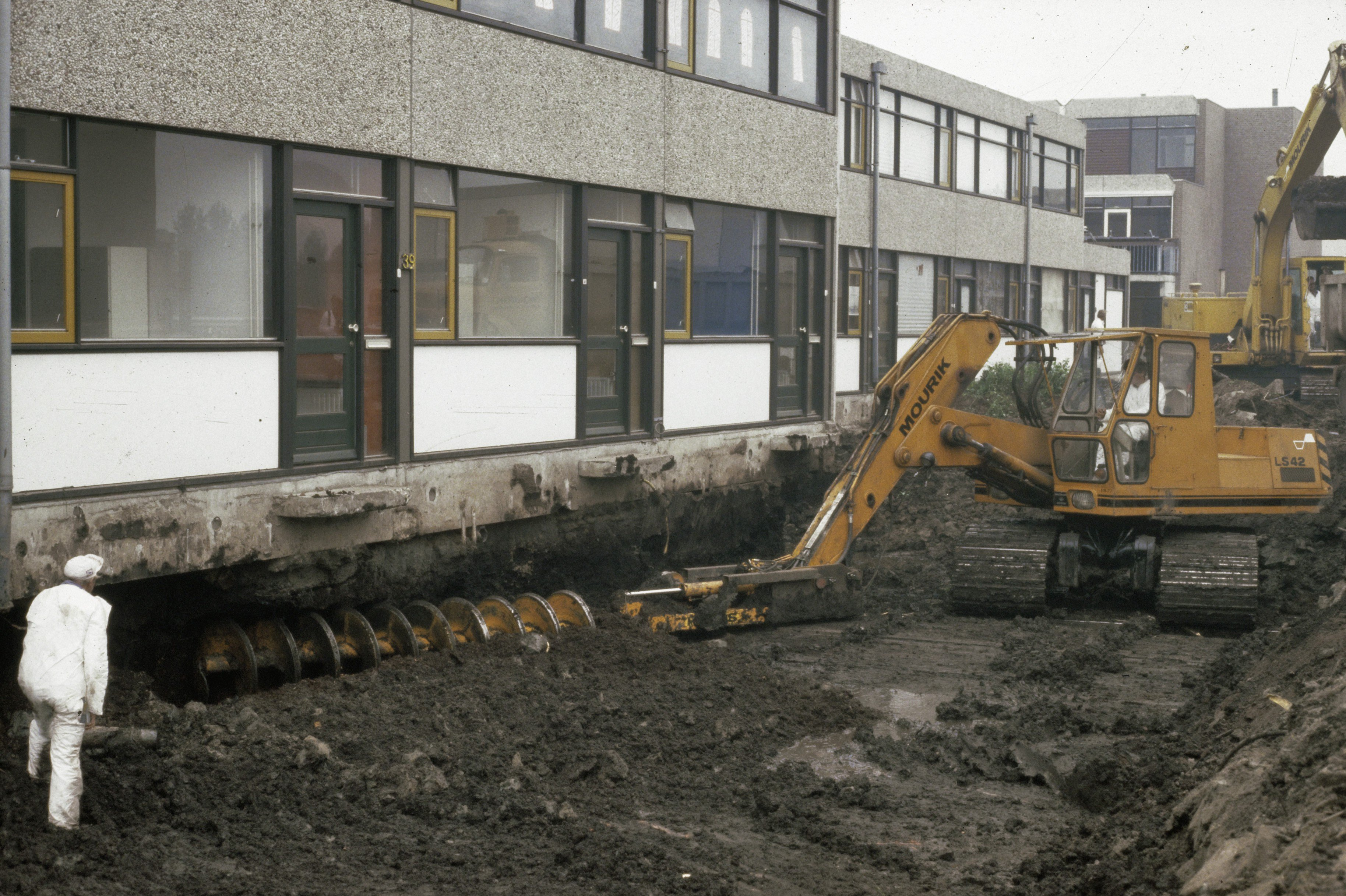
Speciale graafmachine aan het werk.

## Oorzaak
In de jaren 60 werd nogal gemakkelijk omgesprongen met allerlei soorten afval, waaronder chemisch afval. Door de toegenomen welvaart en industrialisatie namen de hoeveelheden toe. Ook was de vraag naar bouwgrond groot door de woningnood. Op sommige plaatsen, ook in Lekkerkerk, werden woonwijken gebouwd op vuilstortplaatsen om zo twee problemen met één project op te lossen.
Bij de stort van het afval werd vaak onvoldoende toezicht gehouden waardoor bedrijven kans zagen om op een goedkope wijze zwaar chemisch afval te dumpen.

## Schikking
Pas in januari 2008 kwam de affaire tot een einde. De staat en de gemeente Nederlek hebben die maand een vaststellingsovereenkomst gesloten met afvaltransporteur Wijnstekers en verffabriek Tollens Coatings die betrokken waren bij het veroorzaken van de bodemverontreiniging. De bedrijven betalen ieder één miljoen euro. Ze benadrukken dat de schikking niet betekent dat ze (schuld)aansprakelijkheid aanvaarden. De gemeente Nederlek ontving een kwart van het totale bedrag.